# Tromelin
Otok Tromelin (francuski: Île Tromelin) je otok površine 1 km² u Indijskom oceanu. Otok se nalazi istočno od Madagaskara i sjeverno od Réuniona.

## Povijest
Otok je otkrio 1722. godine francuski brod "la Diane" i krstio ga imenom "île des Sables".
1741. godine, na otok se nasukao brod trgovaca robljem, koji su od ostataka broda sagradili splav i otišli na Madagaskar, dok su robove ostavili na otoku. Robovi su spašeni tek 1776. kada je prvi put na otok uspješno pristao brod "La Dauphine", čiji je kapetan bio Vitez od Tromelina, kojem otok i duguje svoje ime.
Na otoku je 1954. izgrađena meteorološka postaja. Otok je poznat po velikim kornjačama.

## Zemljopis
Udaljen 450 km od najbližeg kopna, otok je teško pristupačan i vrlo izoliran. Otok se sastoji od ravnog i pjeskovitog tla. Najveća visina na otoku ne prelazi 7 metara. Otok je ovalnog oblika, dužine otprilike 1700 metara i širok oko 700 metara. Otok je okružen koraljnim grebenom.

## Administracija
Otok je pod upravom Reuniona od 1814. godine i njime upravlja prefekt tog područja. Otok je dio Raspršenih otoka u Indijskom oceanu. Nad otokom suverenitet traži i Mauricijus. Otok je važno utočište za kornjače, a također se koristi i za meteorološku postaju Météo-Francea, koji ovdje prikuplja informacije o ciklonima. Na otoku živi deset meteorologa koji upravljaju ovom postajom, oni žive u trokatnoj zgradi koja se nalazi ispred zračne luke. Na otoku ne postoji morska luka, a zrakoplovna pista je dugačka oko kilometar.
|  | Portal Francuske – Pristup člancima s tematikom o Francuskoj. |